# 九份青雲殿

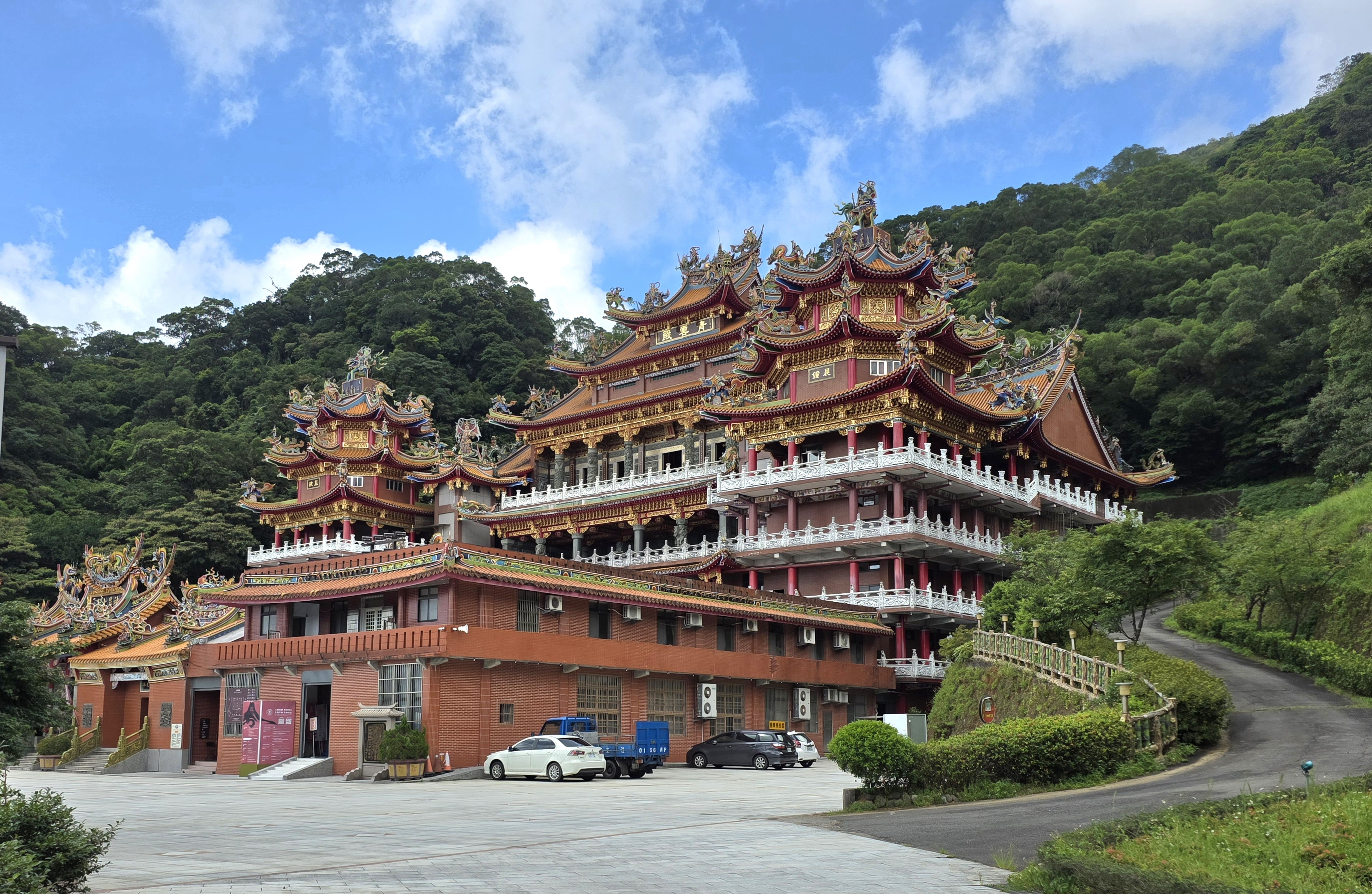
瑞芳青雲殿

瑞芳青雲殿（九份青雲殿），為主祀「五穀神農大帝」的臺灣民間信仰廟宇，在新北市瑞芳區九份，是臺灣北海岸知名的神農廟宇，是九份的信仰中心，廟地極廣，宮殿鼎屹莊嚴，佔地12台甲背靠基隆山，比鄰金瓜石、茶壺山，鄰近基隆國際商港。
發源於海濱里濱二路二十三號，自民國五十三年八月初八日入火安座，初始供奉神農大帝，信眾皆稱神農老祖。
瑞芳青雲殿分為主殿、後殿。後殿共有六樓，二樓設立神農殿堂，為學術藝文空間，舉辦國際學術研討會、神農講堂系列演講 （页面存档备份，存于）及不定時講座；三樓太歲殿；五樓為神農殿；六樓為凌霄寶殿。

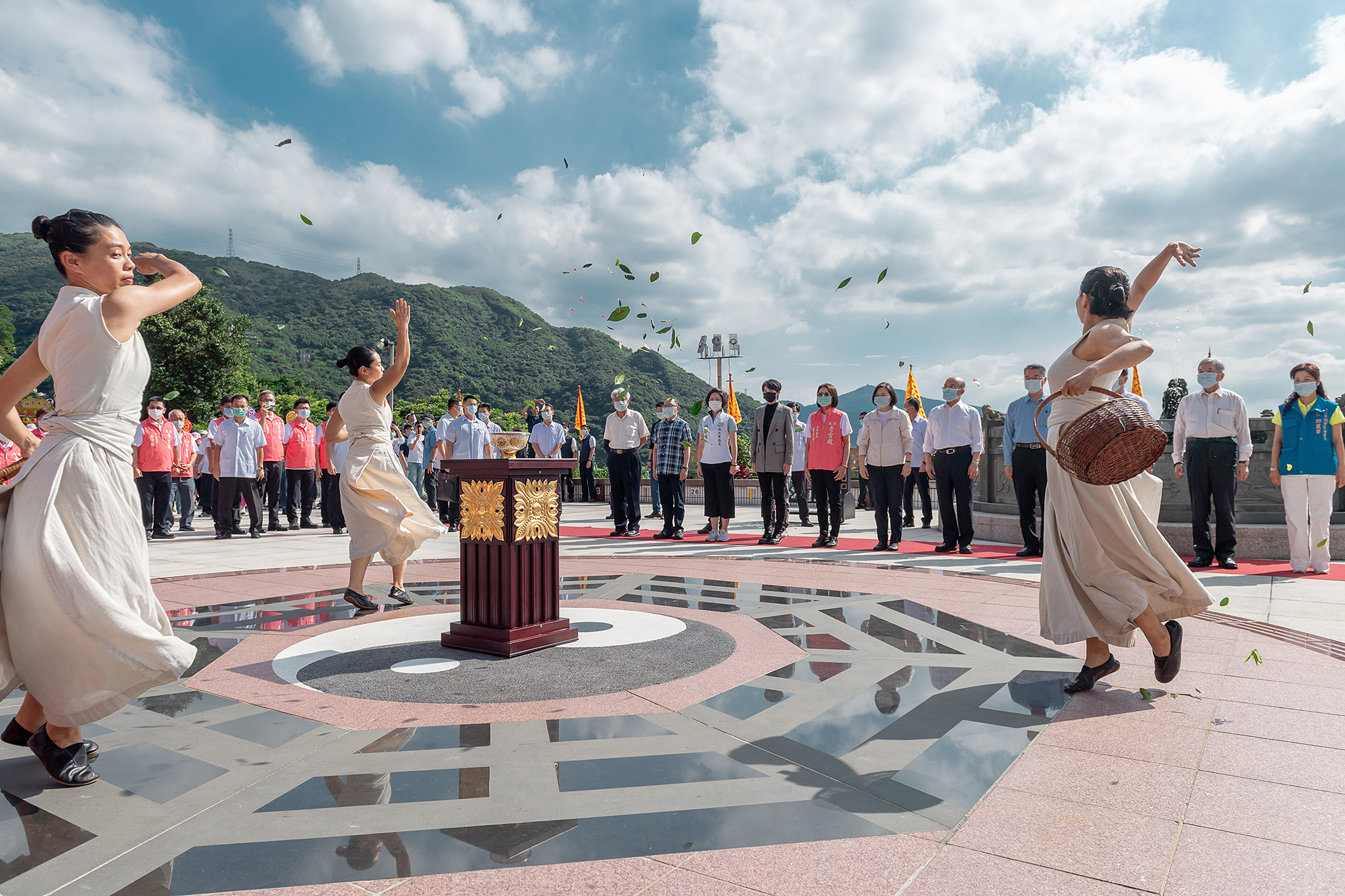
優人神鼓於廟前廣場展演

## 宗旨

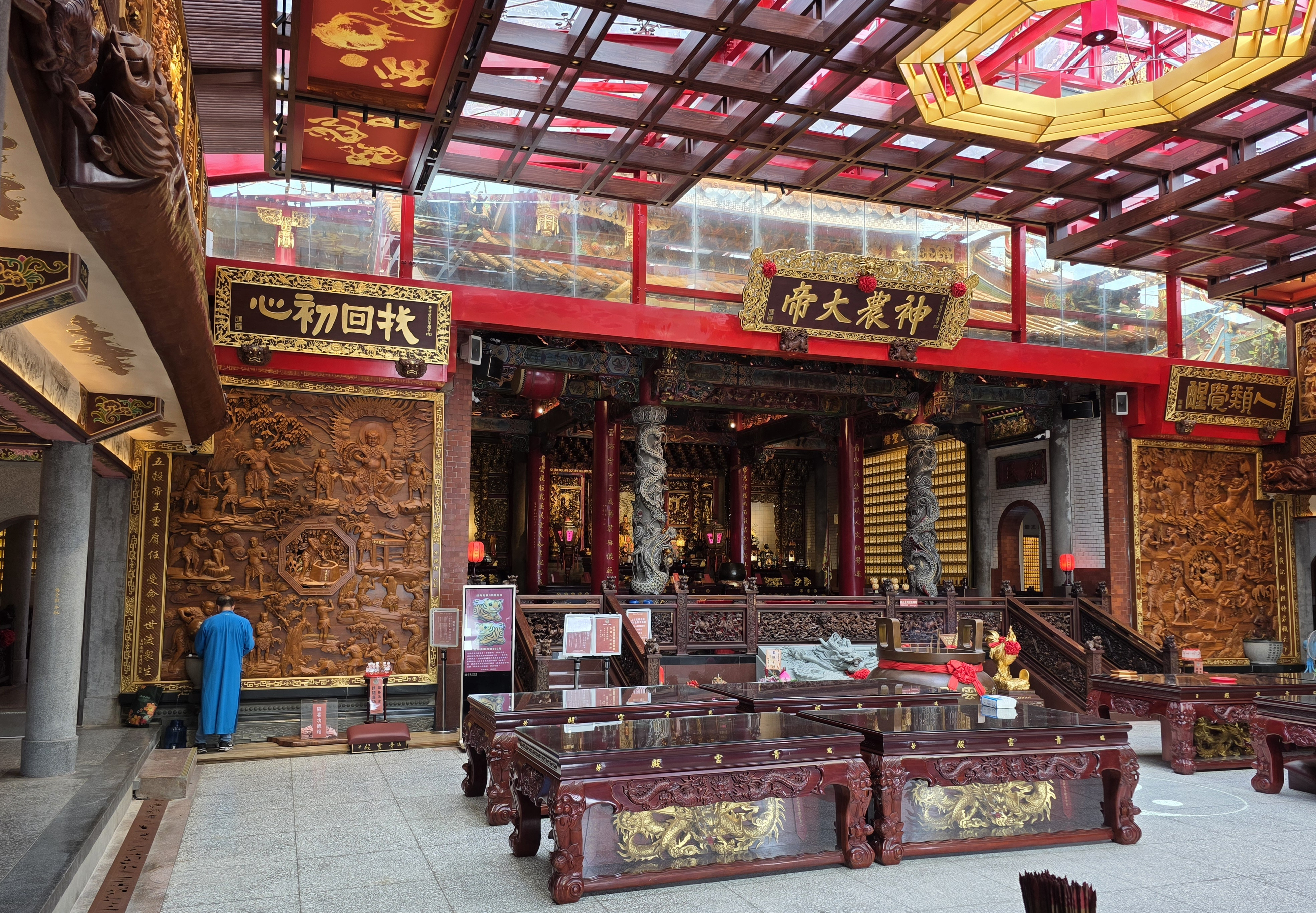
正殿外觀

- 弘揚神農八功精神

- 人類覺醒，找回初心；生態平衡，萬物共生。

## 祀神
瑞芳青雲殿是涵蓋最完整、最齊備神農信仰體系之廟宇，每逢神農大帝聖誕日農曆四月廿六日，瑞芳青雲殿皆舉行祝壽儀典。

#### 一樓正殿
- 神農老祖：起源於九上天神農大帝廟 ，武裝造像，奉祀於正殿神龕最上方
- 神農大帝：奉祀於主殿中龕，掌理稼穡耕種，使物阜民安，又稱五穀王。

- 藥王仙公：龍邊奉祀之黑面神農，專嚐百草化靈丹妙藥，救世渡眾、解病疾。

- 神農二帝：虎邊奉祀之武裝神農，負責解穢除災、斬妖除魔。

此三神尊被認為是神農大帝不同時期階段化身之三種聖顏，另外祀有開基五穀王、火雲洞神農大帝等等

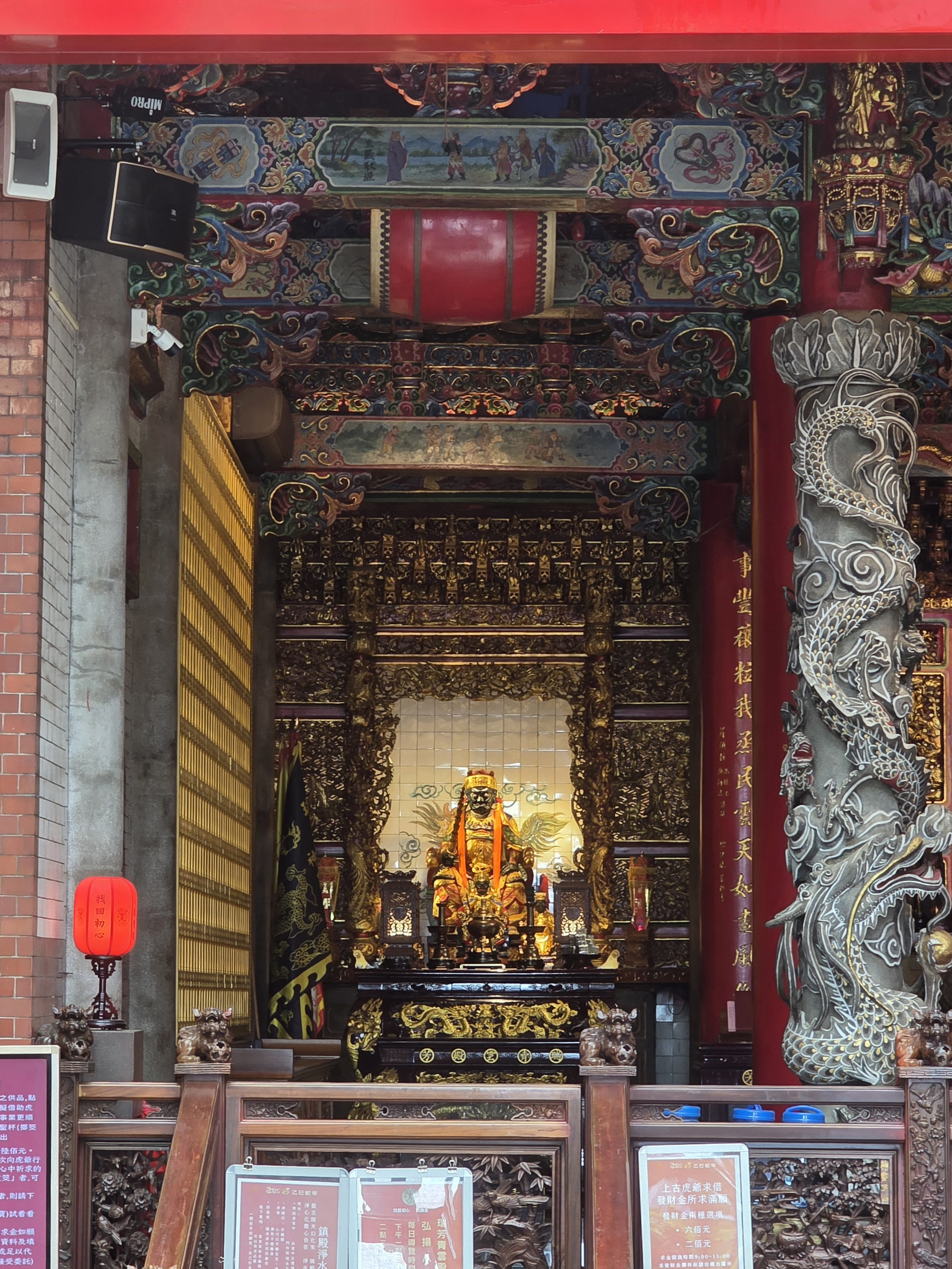
神農二帝
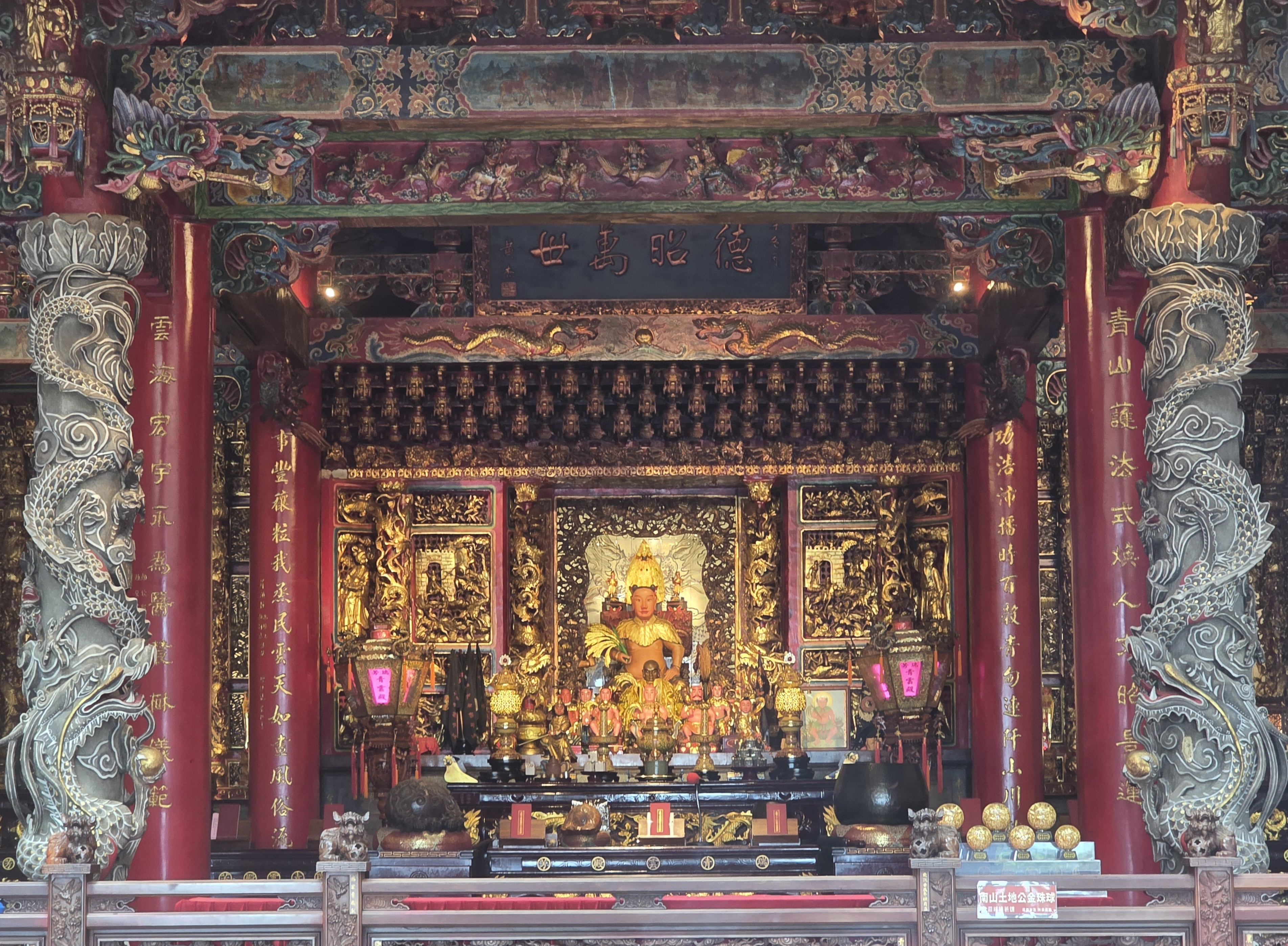
正殿神農大帝
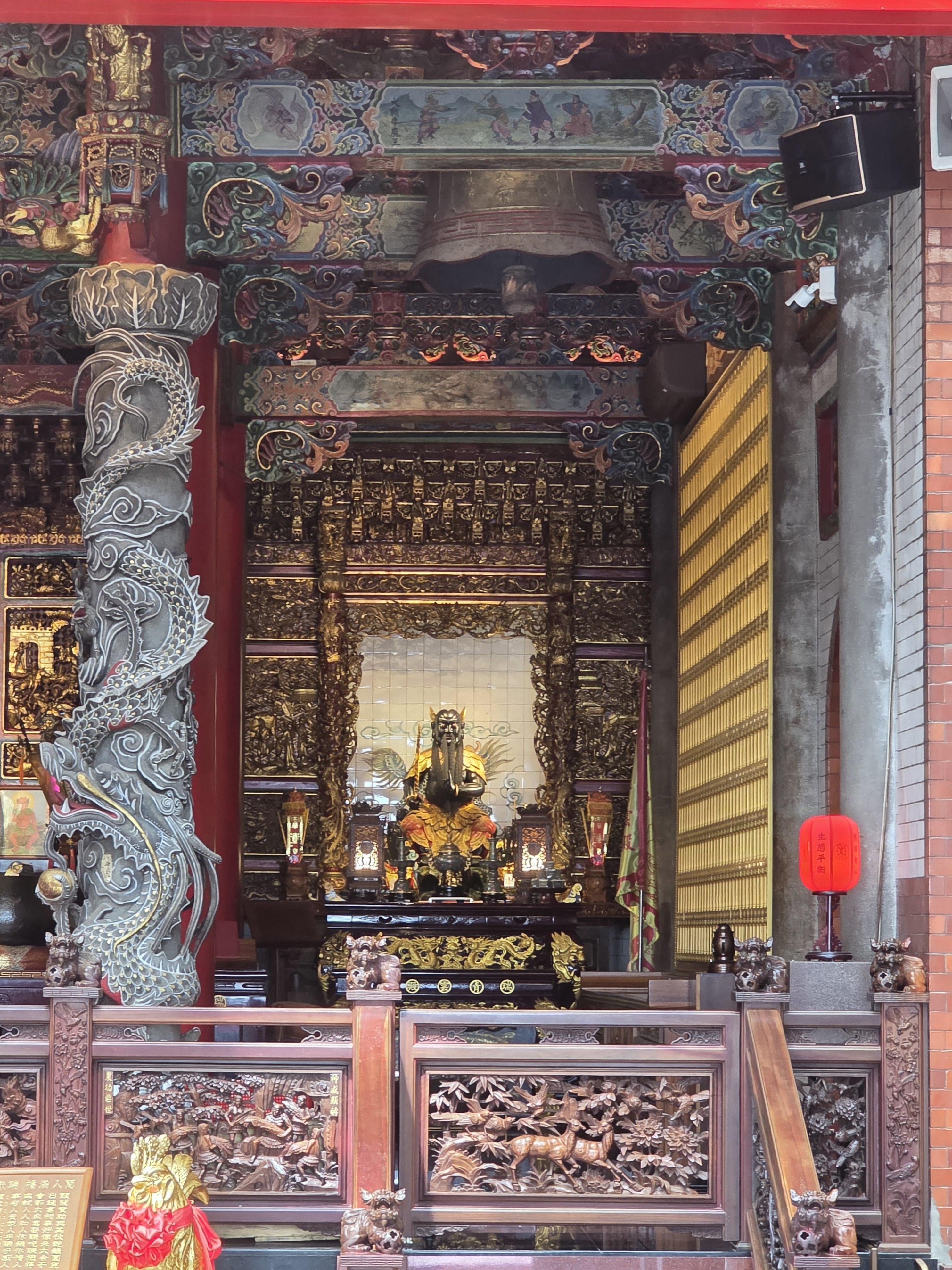
神農藥王仙公

#### 左右廡
左右廡分別配祀五穀仙童及製藥仙童。

#### 一樓偏殿

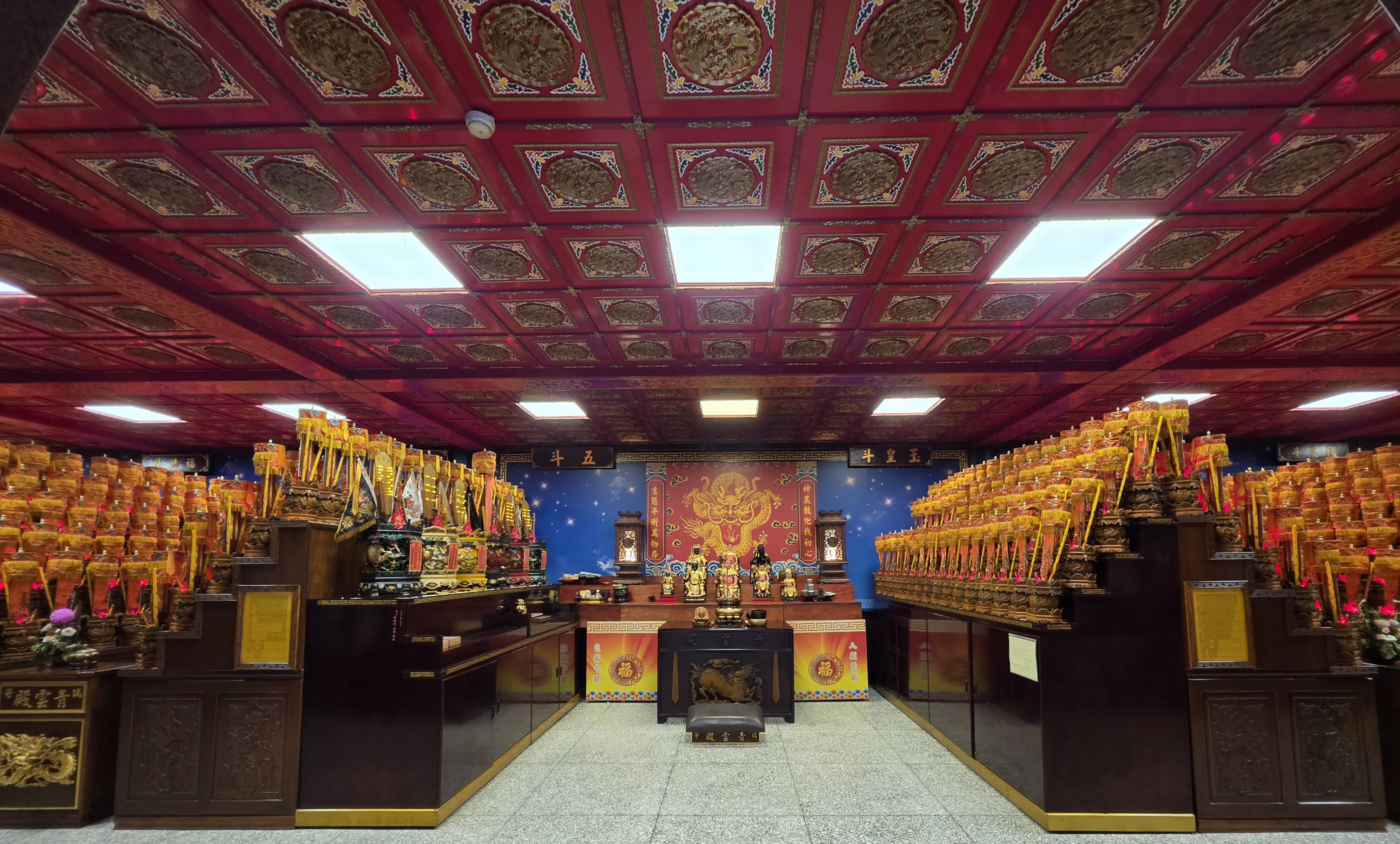
後殿一樓斗燈殿

龍邊：準提佛母
虎邊：地藏菩薩摩訶薩

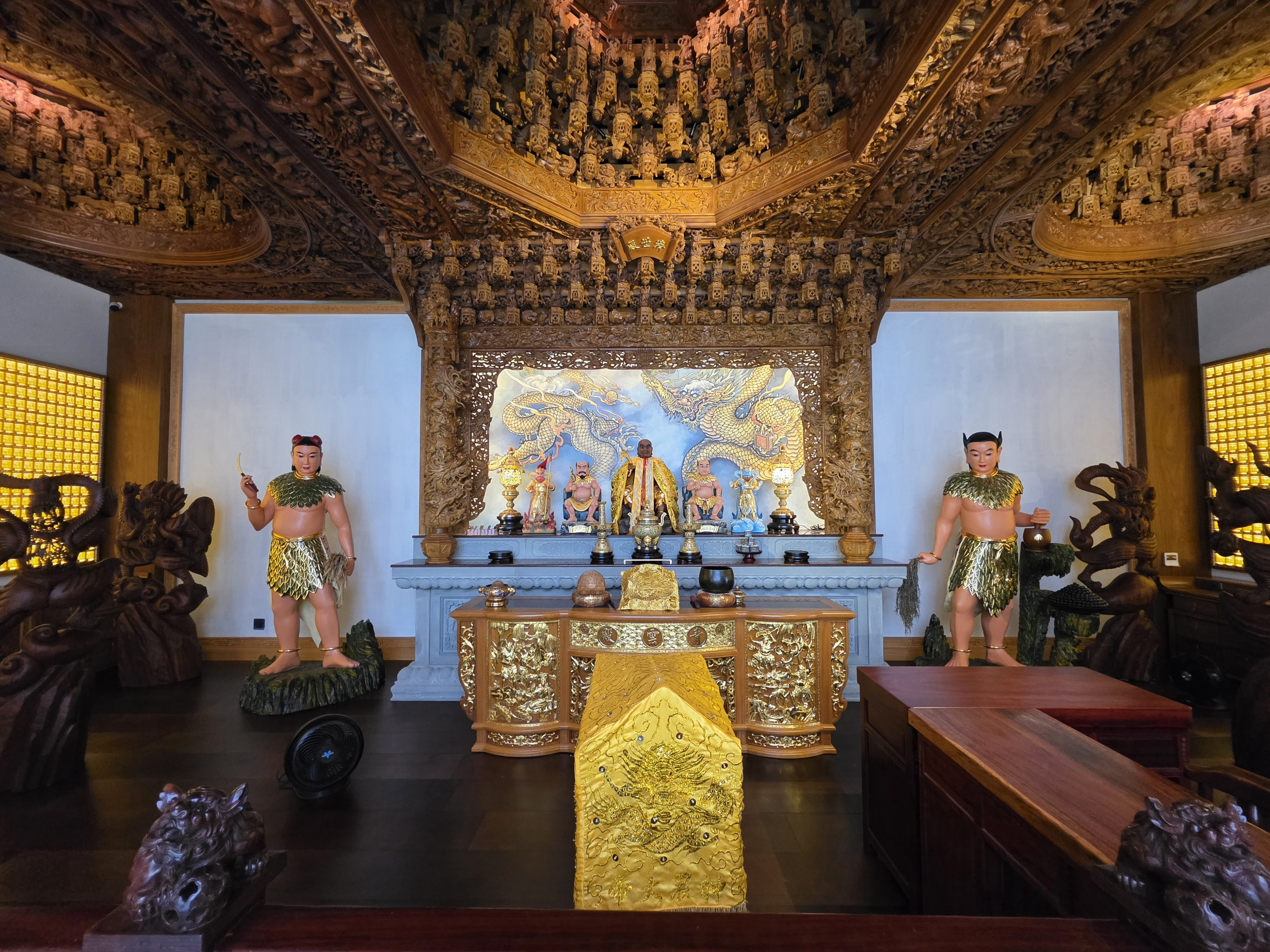
濟世殿
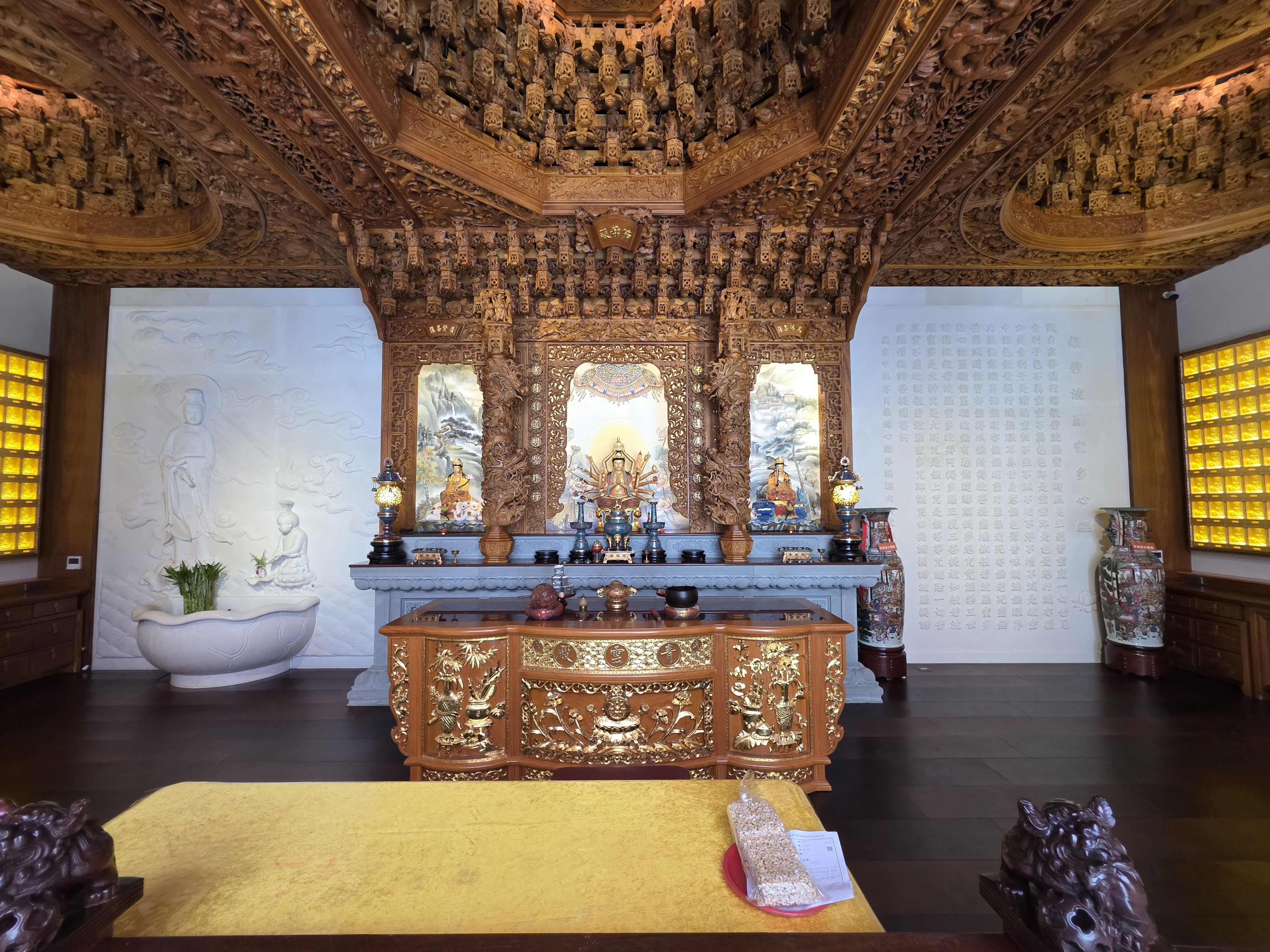
佛母殿
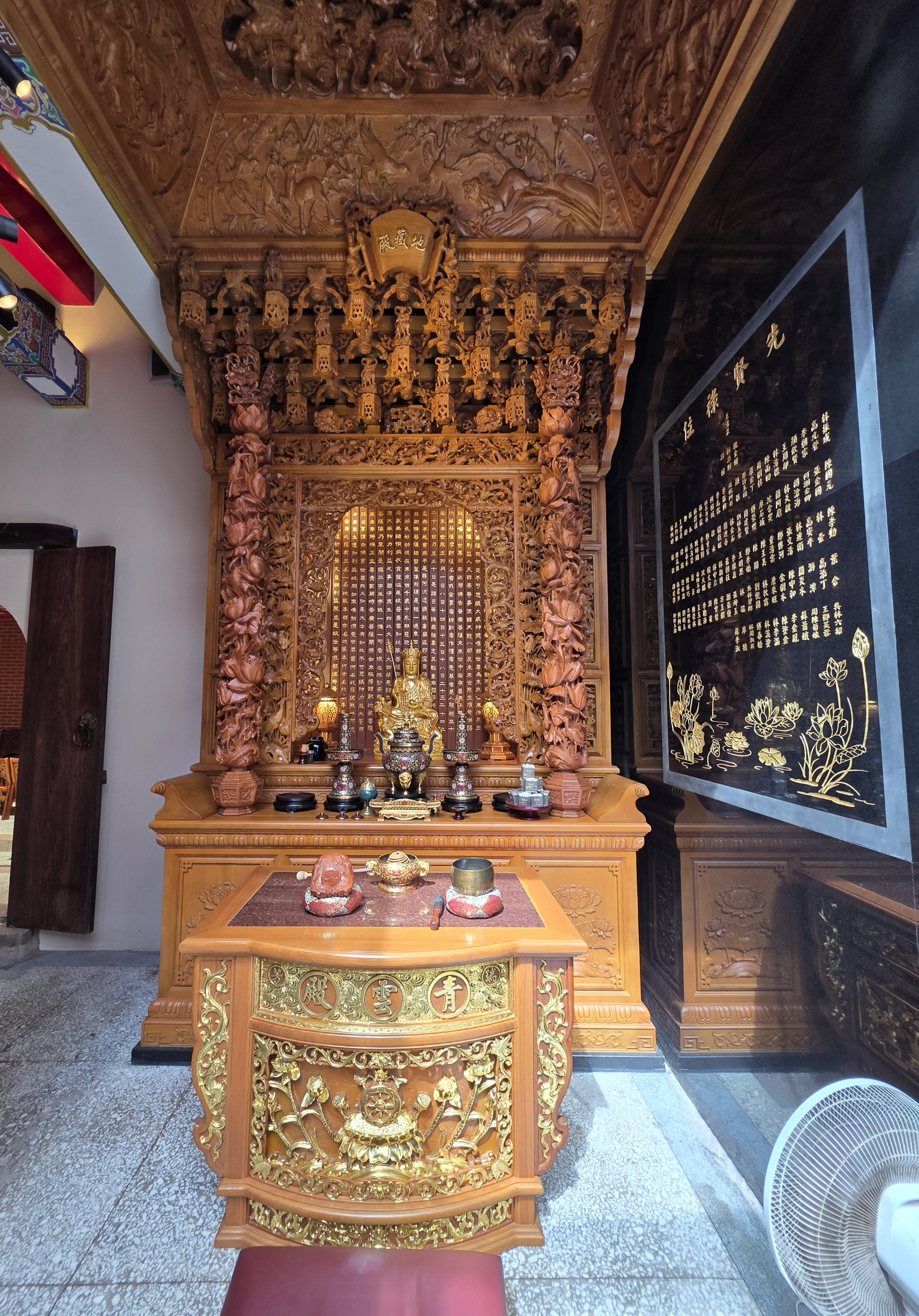
地藏殿
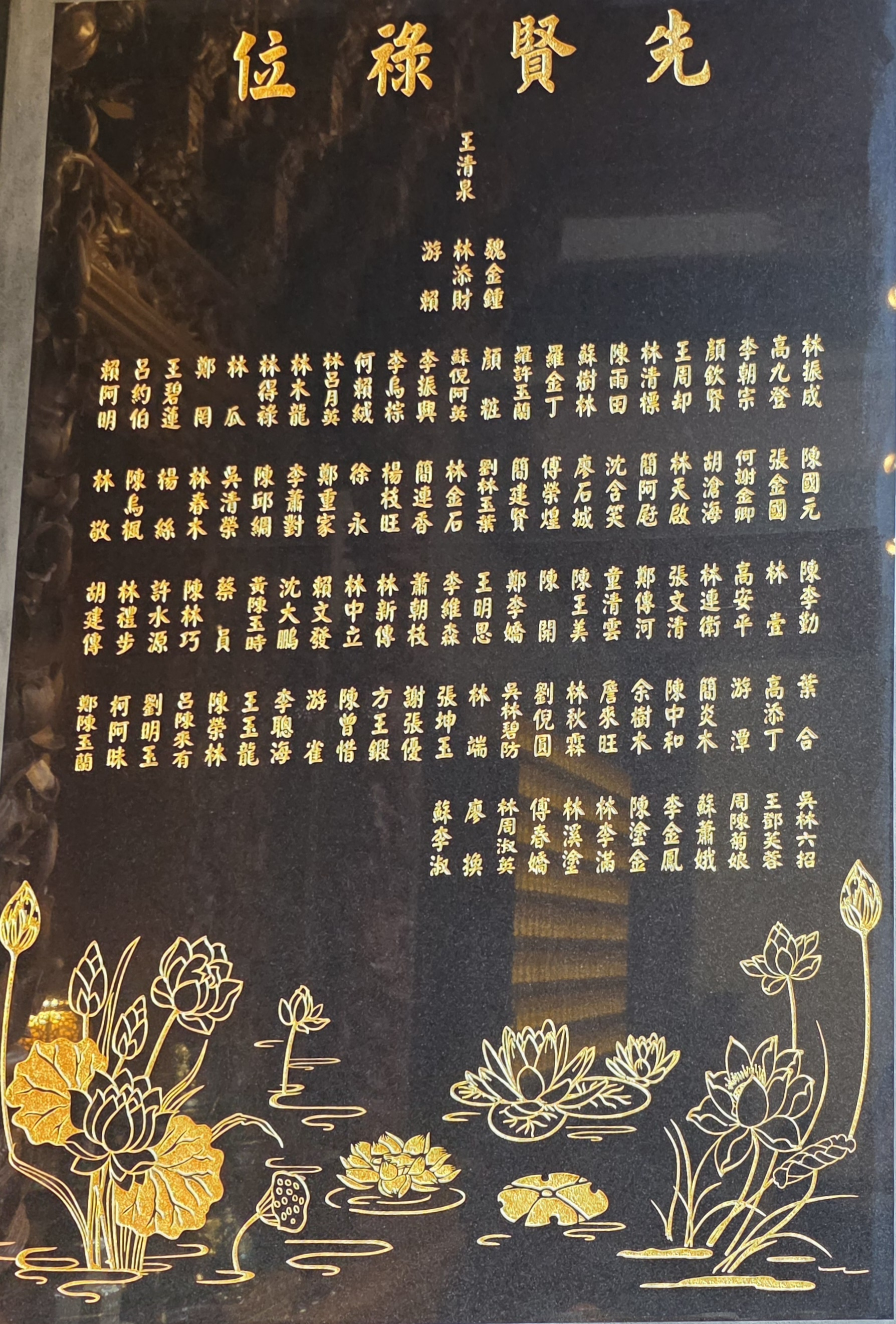
先賢祿位

#### 五樓神農殿

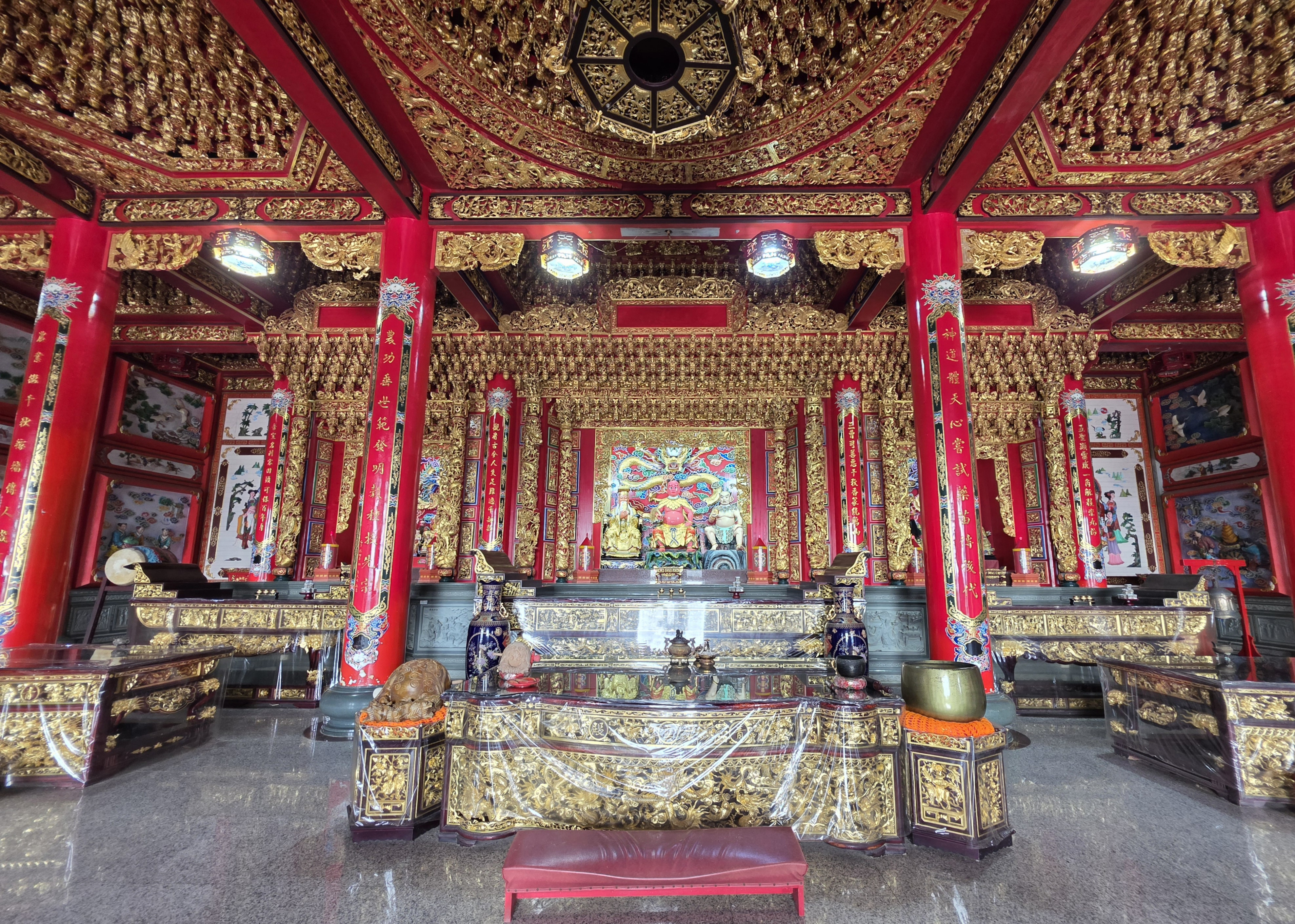
神農殿

主神奉祀上古三皇：神農大帝、伏羲聖帝、軒轅黃帝。
左龕：五聖恩主、玄天上帝
右龕：觀音大士、九天玄女、天上聖母、清水祖師、普庵祖師、郭聖王等。

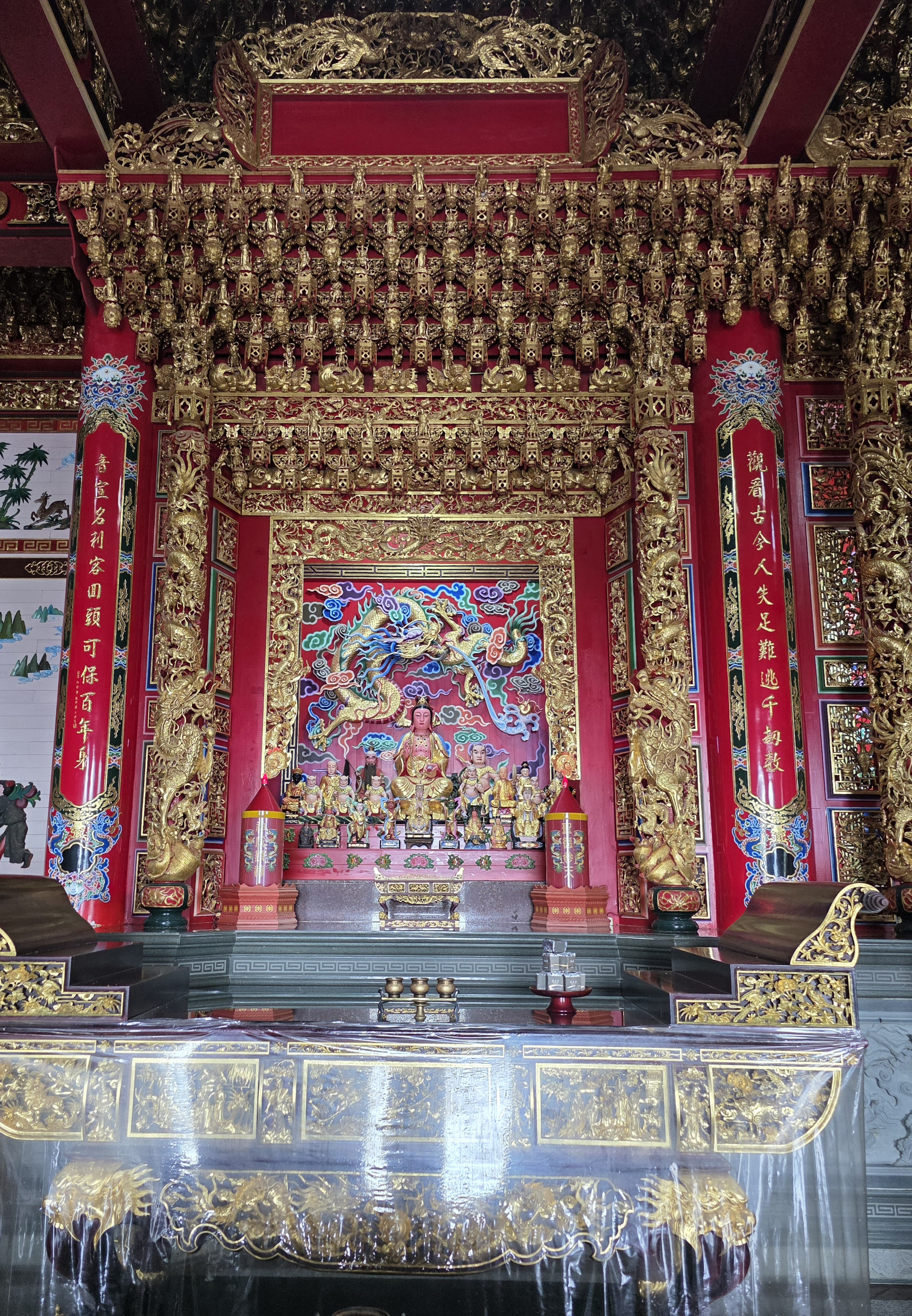
觀音菩薩
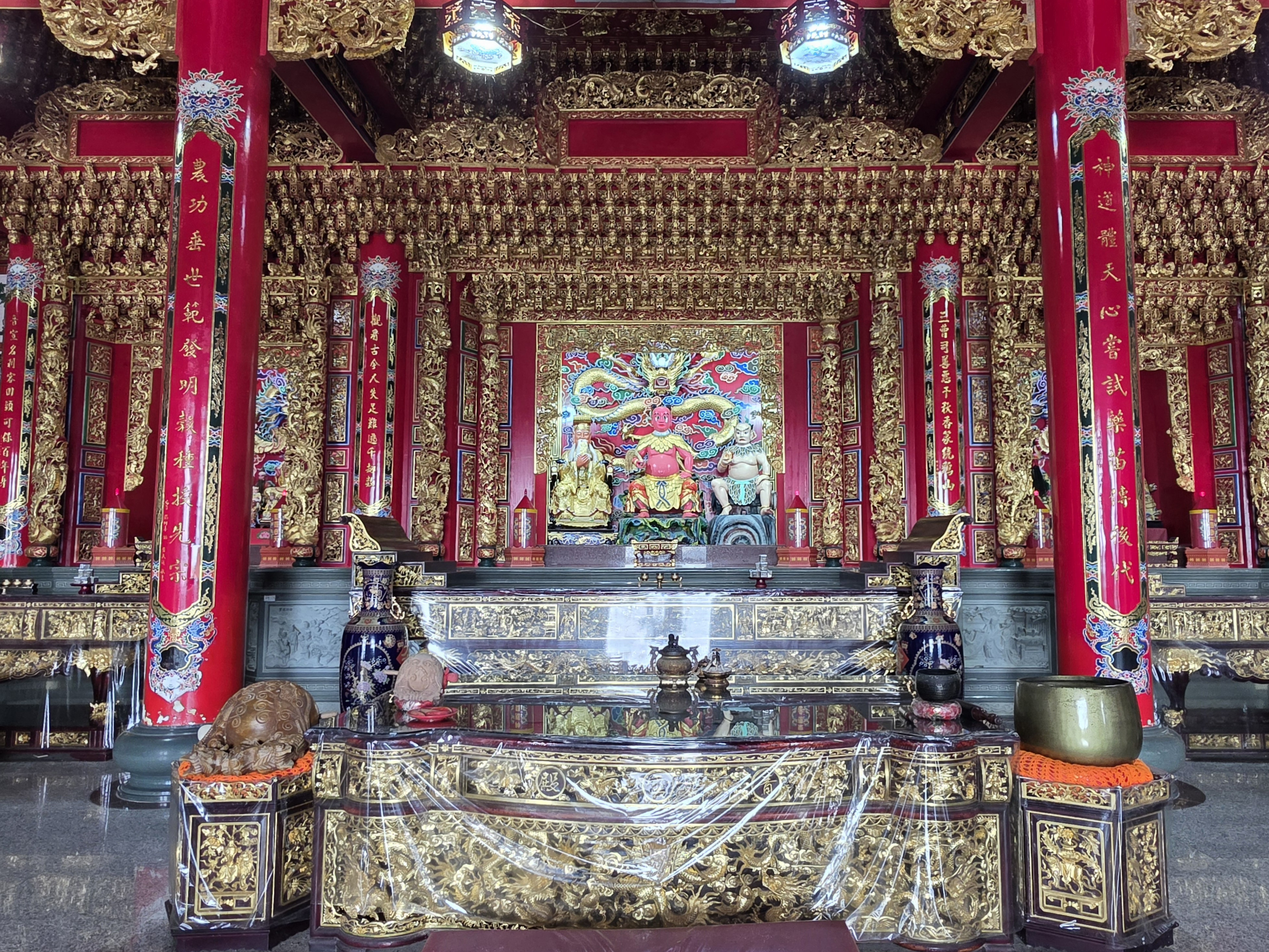
神農大帝、伏羲聖帝（圖右）、軒轅黃帝（圖左）
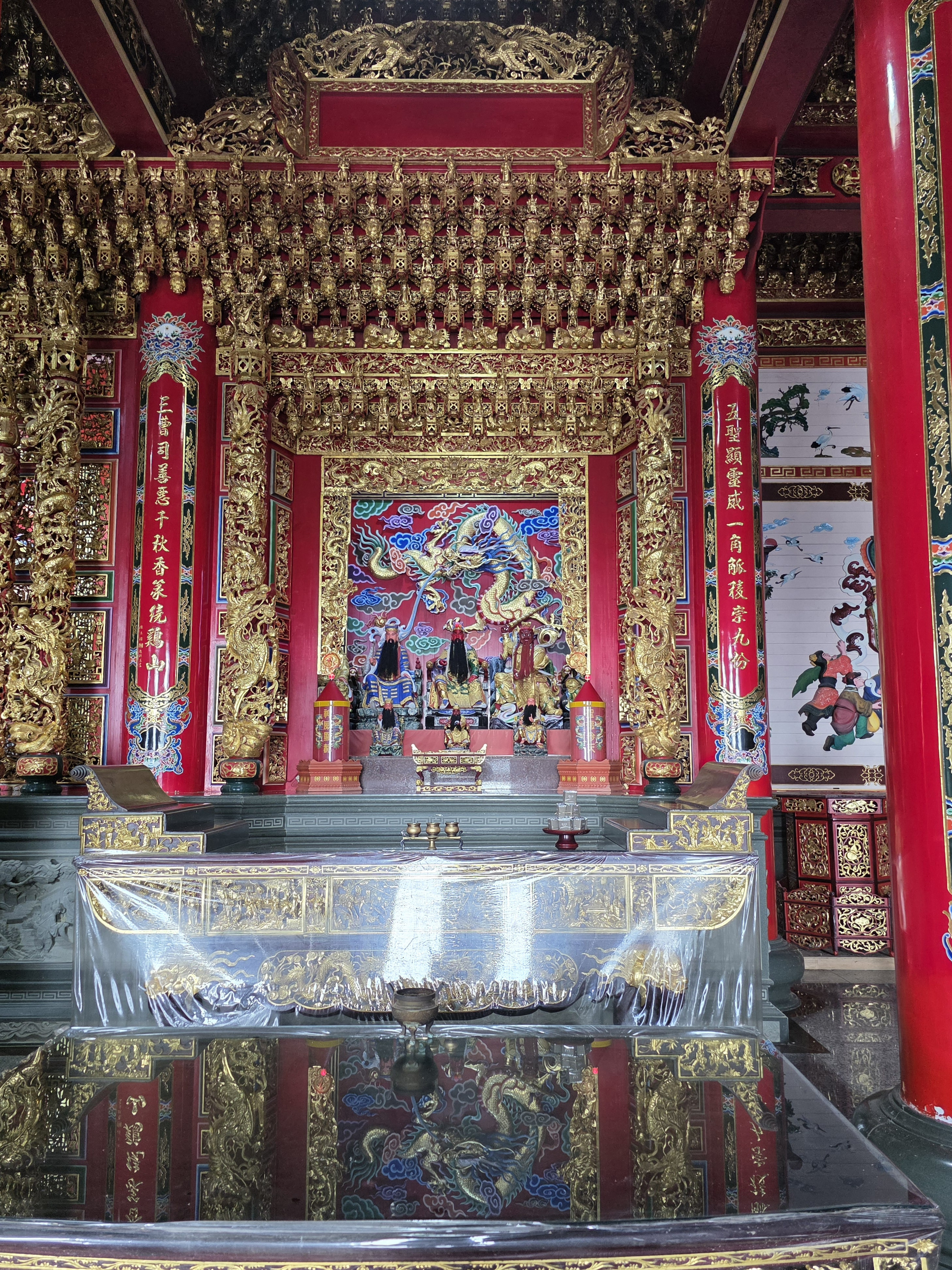
五聖恩主

#### 六樓凌霄寶殿

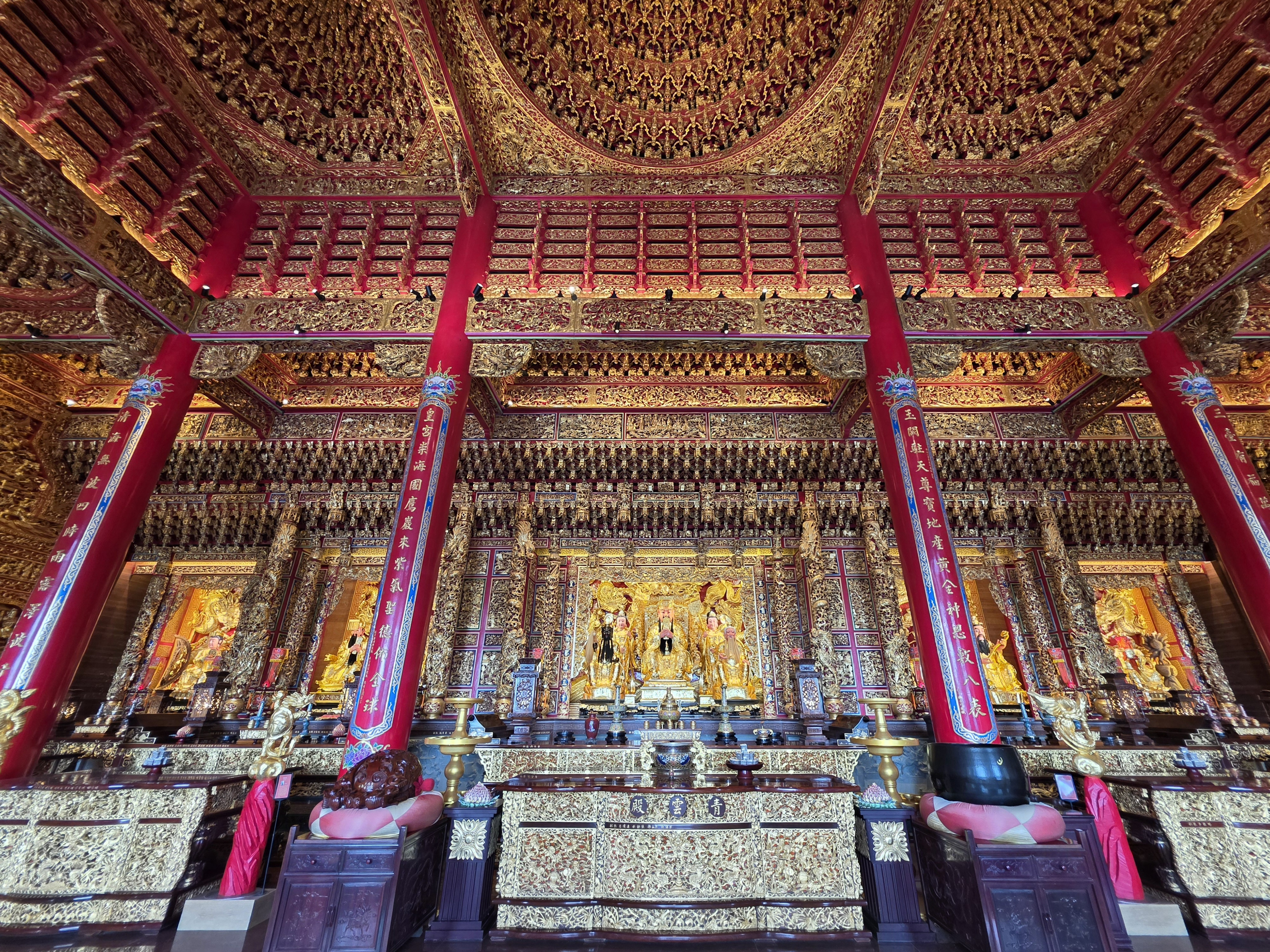
凌霄寶殿

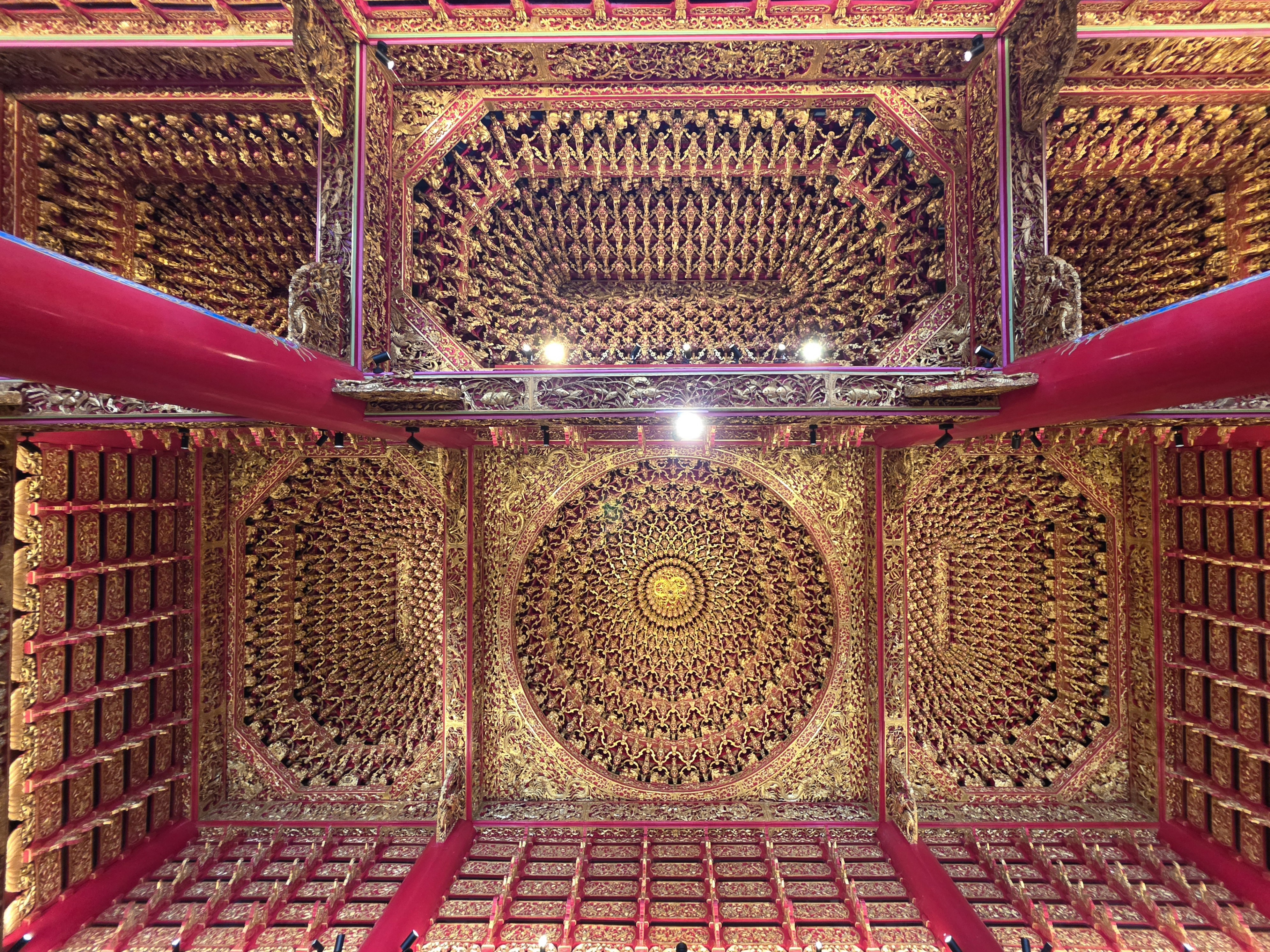
凌霄寶殿藻井

中龕主神奉祀玉皇上帝，配祀南斗星君、北斗星君、日扇仙女、月扇仙女。
左龕：三清道祖（道德天尊、元始天尊、靈寶天尊）。
左龕五案：太陽星君。
右龕：三官大帝（天官大帝、地官大帝、水官大帝）、文昌帝君。
右龕五案：太陰星君。

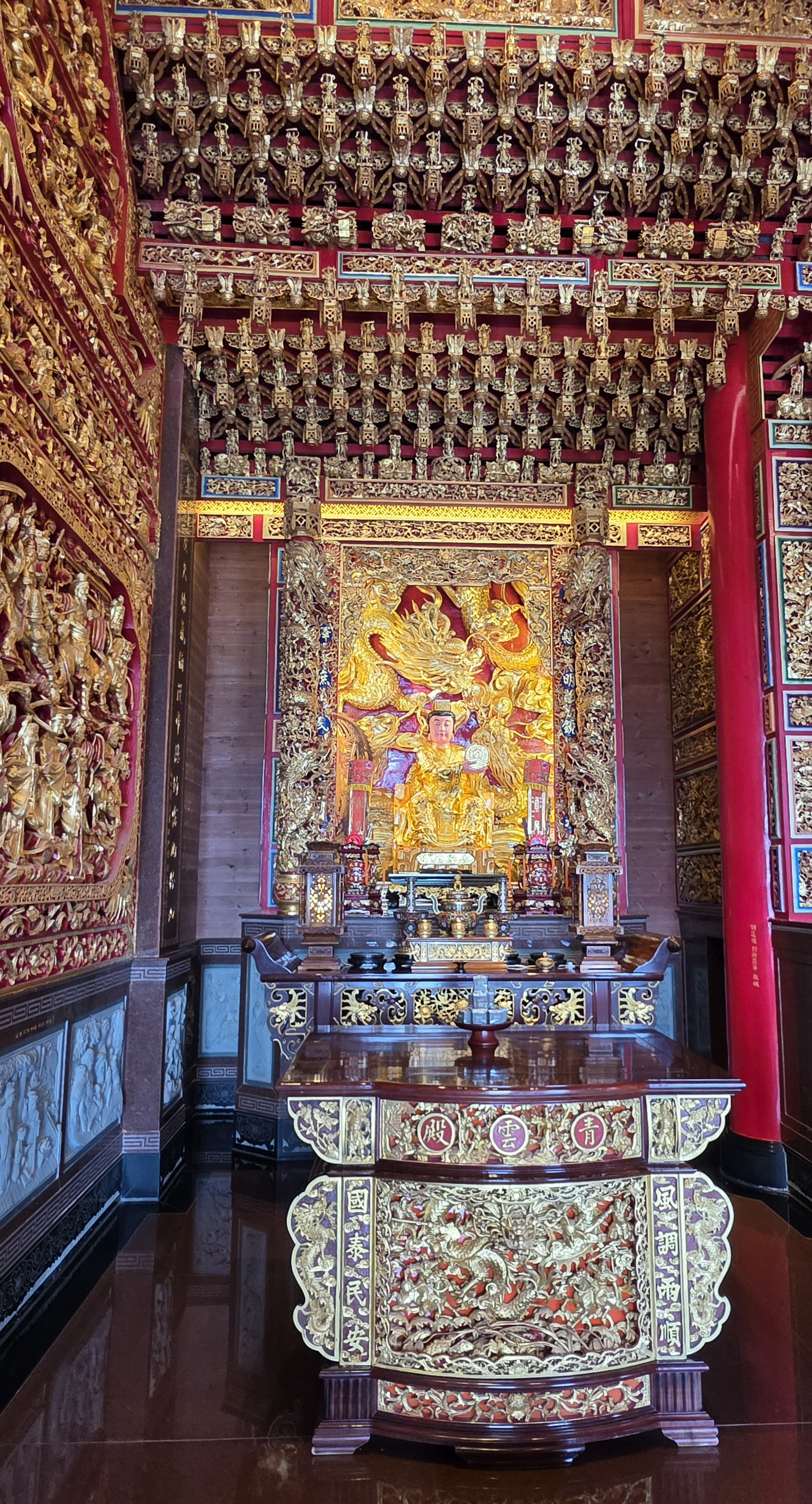
太陰星君
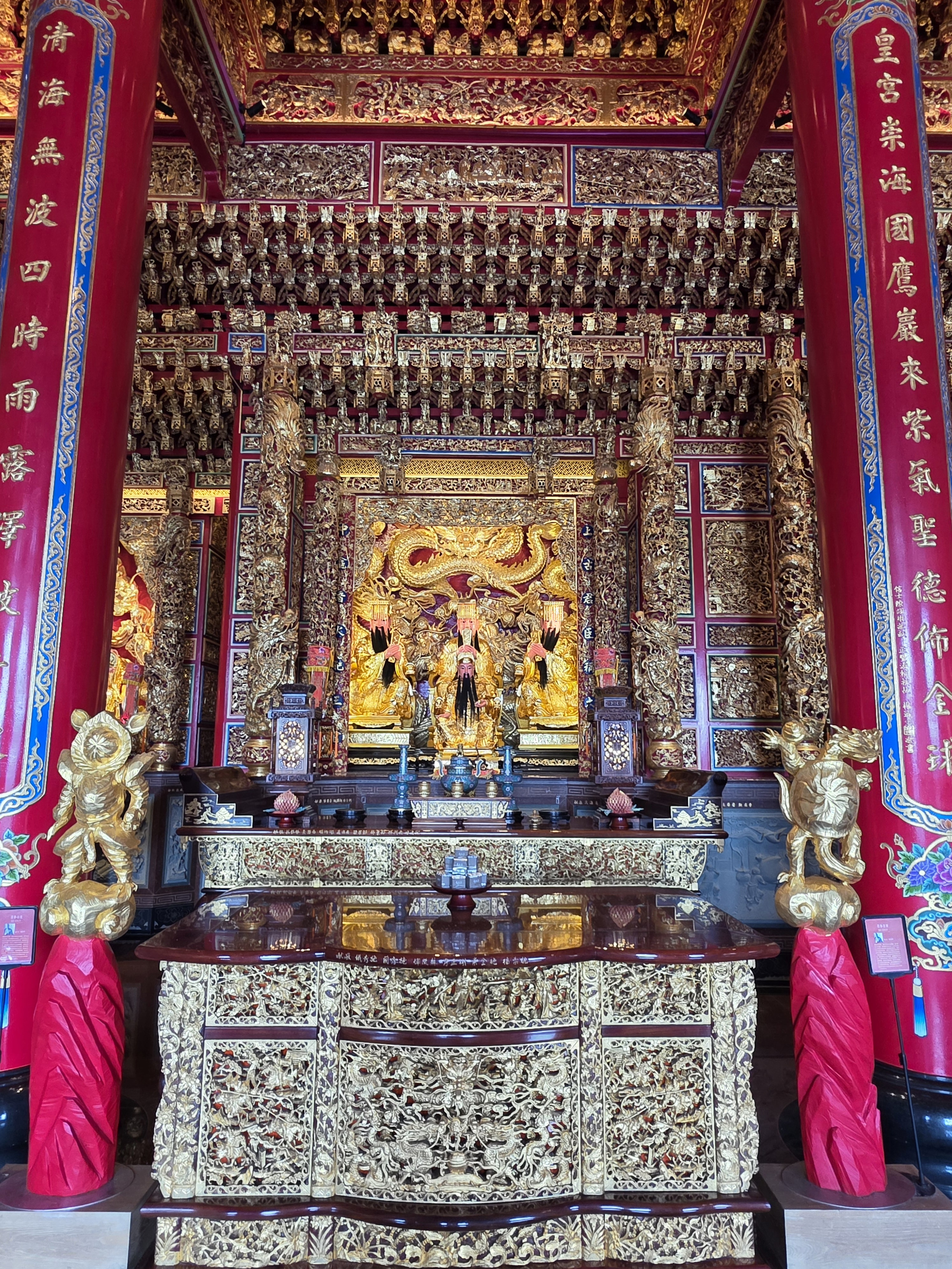
三官大帝
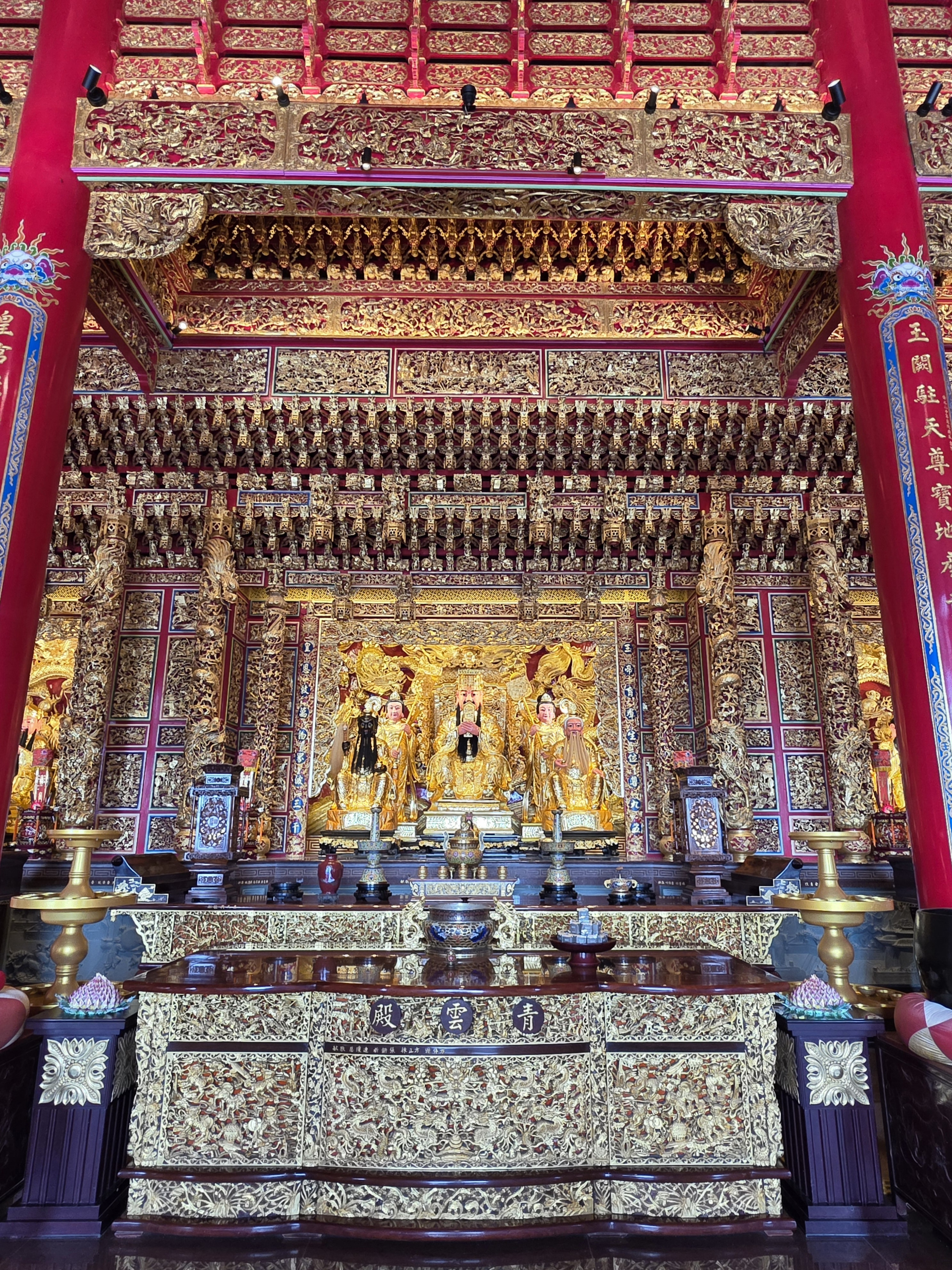
玉皇上帝
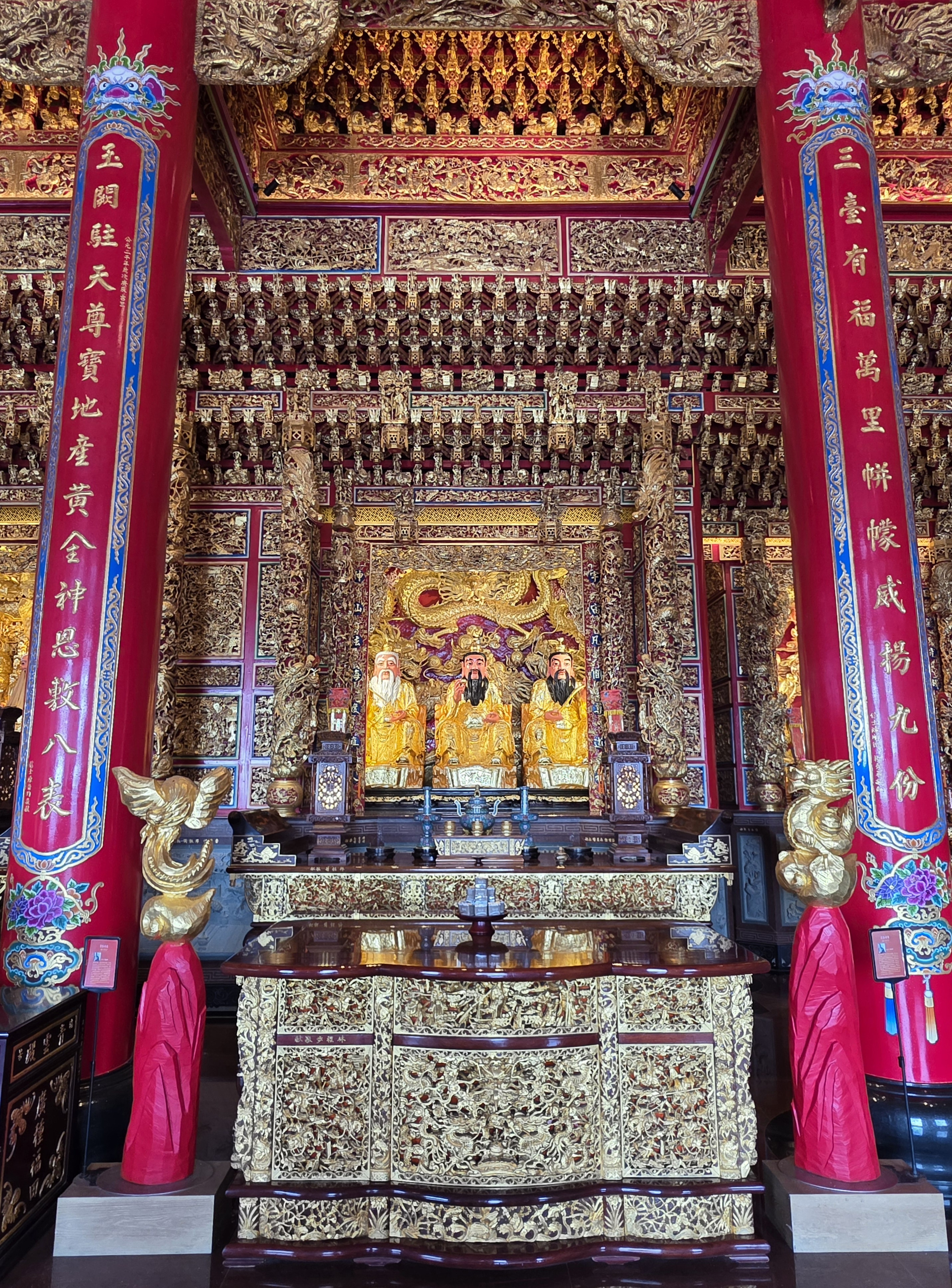
三清道祖
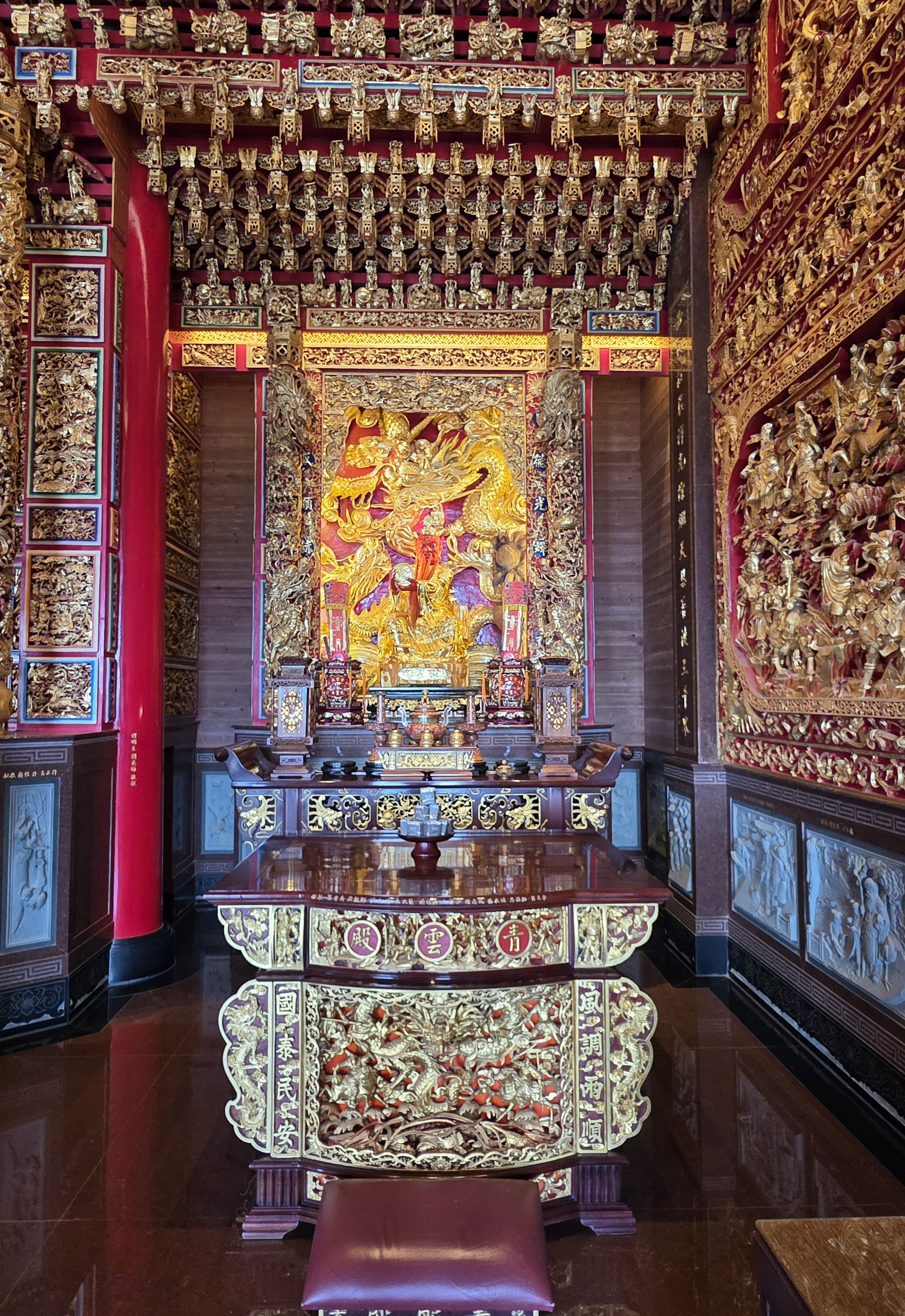
太陽星君

## 沿革

### 開基建廟

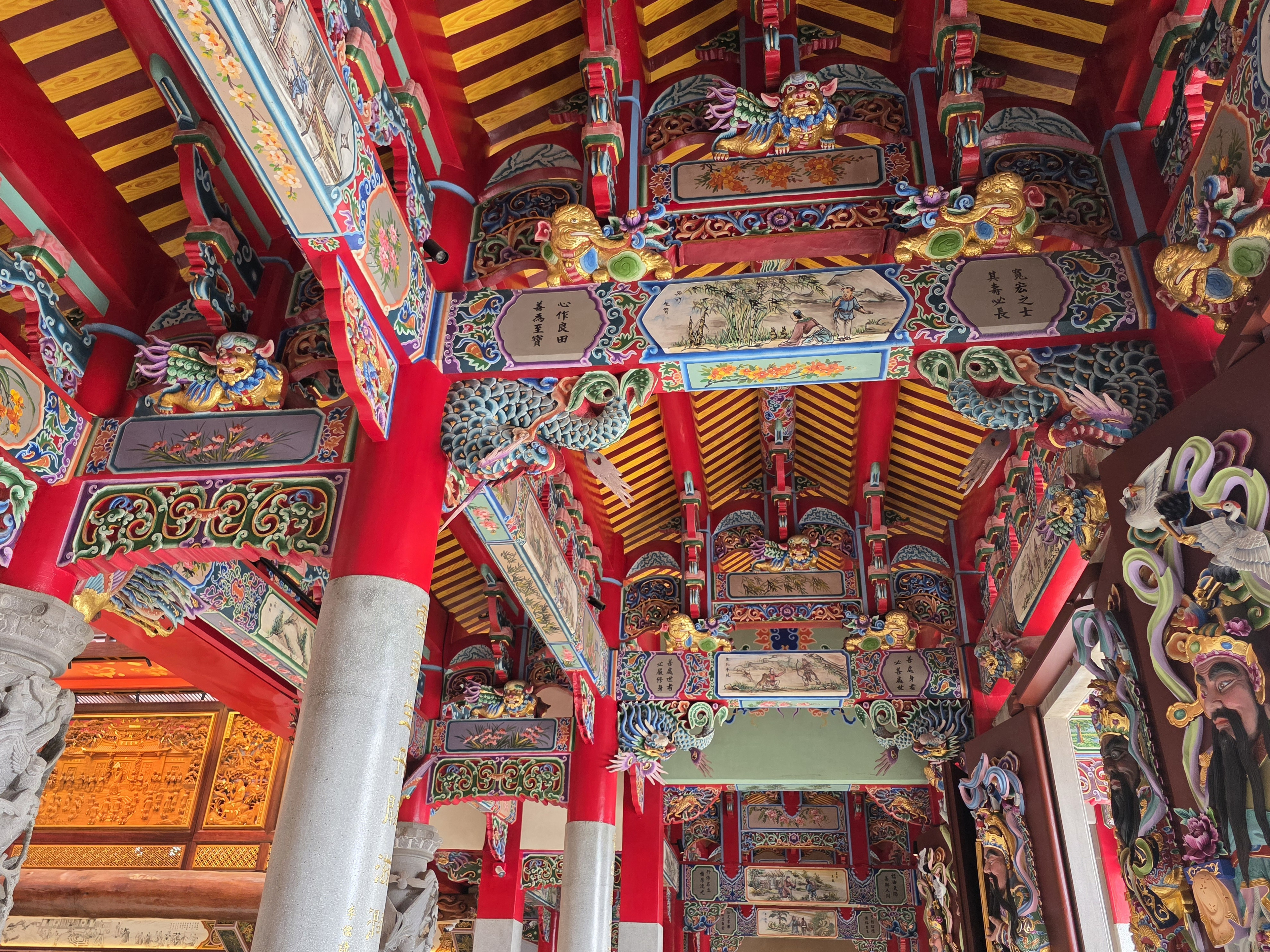
三川殿雕樑工藝

青雲殿開基，最早為師父王清泉之家宅，初始供奉神農大帝，信眾皆稱神農老祖，基於靈驗，所以許多人前往膜拜(今瑞芳區九上天神農大帝廟)。
相傳在清朝乾隆年間，有千相傳在清朝乾隆年間，有千年雞公精為害， 帶領雞群啄食穀米等農作物，更有大批蝗蟲啃食稻作，百姓逢雙重之害，造成各地飢荒。神農老祖遂大展神威，扶乩收服雞公精， 令其捕食蝗蟲為民除害，因得威名遠近。居民感念其恩澤而恭敬奉祀，日後以發揚神農精神文化為宗旨。
瑞芳青雲殿神農大帝以扶乩降筆濟世渡人， 因屢降神跡， 有點鐵成金之驗靈， 往昔淘金業者經神農老祖指點而致富者甚眾， 然因信徒日增致使神壇太狹無法容納。
忽一日， 仙帝靈威附身於大義女游賴起乩， 令其徒步上雞籠山， 返趨登鷹石岩頂， 躍身跳下百尺深處平地， 高呼曰：「此地即吾駐駕聖址， 廟坐東朝西， 要建三殿中線左右各伸三十六尺，深三十九尺六寸。」言畢而醒。是日數十信眾皆證實，故遵從神諭，立即開始建廟，由台北青雲宮信眾始籌措建廟經費，聘請名匠廖石城精心設計南式廟宇，自民國53年（西元1963年）八月初八日入火安座，譽著北台，蜚聲鯤島。

### 擴建後殿
該殿輔聖效勞信徒皆以義務， 奉公益為旨， 歷年來各方信眾之獻款， 皆全數納入建廟維護基金。
民國75年間向臺陽公司購得土地十餘公頃， 因琳恩颱風襲台，後山土石崩落， 致使原觀音佛祖殿、廚房及浴室等幾乎夷為平地，旋向政府爭取約四千萬經費搶救，肇始廟後護牆工程。
前故主委林添財等眾認為原廟棟後方空地荒置可惜， 應充份利用， 經商議擬增建後棟， 遂聘謝自南先生繪鳥瞰圖在案， 經神農大帝座前請示連賜八個聖筊允許， 再聘建築師何柏村先生進行工程， 並組織增建管理委員會統籌後棟各項營造工程， 歷經艱苦， 增建後殿六層樓之宏偉殿堂。因工程龐大，前後歷時十五年，殿堂粗體及左右鐘鼓樓始完成，此後，為方便廣大信眾及年長者上樓參拜，亦加設左右龍虎邊兩座電梯。

### 光環境改造
民國103年（西元2023年）瑞芳青雲殿進行光環境改造，由國際燈光大師周鍊團隊打造，神農昊天神光（是佛光， 神光）， 亦是三界法光、聖光，是天地人三界之光。改造以「强而不霸、亮而不喧、華而不艷、靜而不沈」為原則，打造「靜與淨，光即正，心即真」的光環境。

## 參考文獻

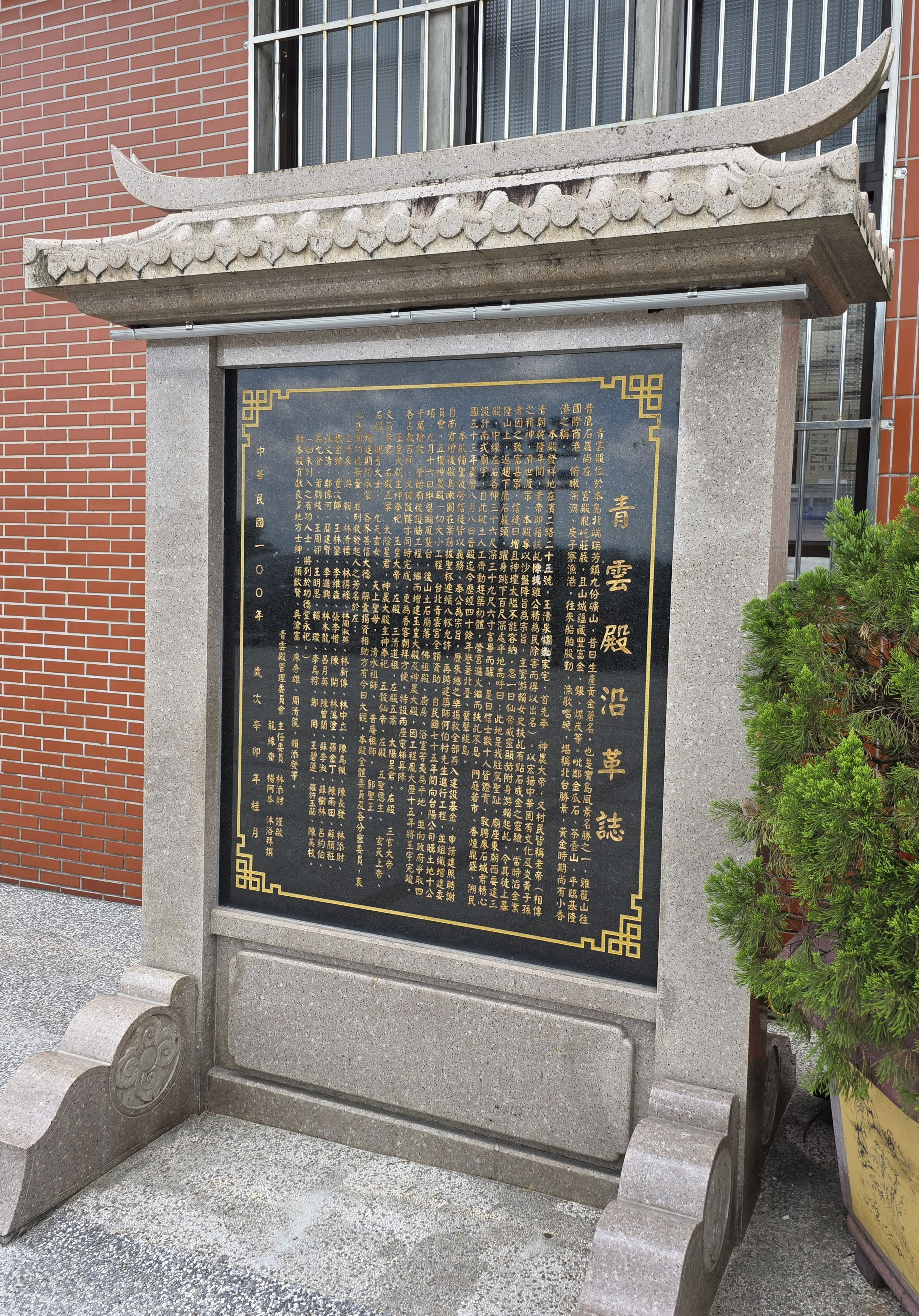
青雲殿沿革誌

## 例行慶典祭儀
| 祭典日期（農曆）        | 祭典項目                                 |
| ----------------------- | ---------------------------------------- |
| 正月初四日              | 恭迎神農大帝降筆                         |
| 正月十五日              | 祈安點燈啟燈法會                         |
| 正月初九                | 玉皇上帝聖誕法會                         |
| 正月十八日 - 正月廿十日 | 祈安禮斗啟燈法會                         |
| 四月廿四日 - 四月廿六日 | 恭祝神農大帝聖誕法會                     |
| 七月初六                | 慶讚中元普渡法會                         |
| 八月初八                | 慶祝入廟紀念日 暨 凌霄寶殿翻興安座紀念日 |
| 八月廿一日 - 廿三日     | 恭祝神農老祖得道法會                     |
| 十一月初九 - 十一日     | 謝斗圓燈法會                             |
| 十二月十五日            | 謝燈圓燈法會                             |

## 外部連結
- 官方网站
- 九份青雲殿的Facebook專頁